# Paralelo 33 S
O Paralelo 33 S é um paralelo no 33° grau sul no plano equatorial terrestre .
No sistema geodésico WGS 84, à latitude 33° sul, um grau de longitude tem cerca de 93453 m. O comprimento total do paralelo é de 33643 km, cerca de 84% do comprimento da linha do Equador. Dista 3653 km da linha do Equador e 6349 km do polo Sul.
Começando no Meridiano de Greenwich e tomando a direção do Leste, o paralelo 33º S passa por:
| País, território ou mar | Notas                                                                          |
| ----------------------- | ------------------------------------------------------------------------------ |
| Oceano Atlântico        |                                                                                |
| África do Sul           | Cabo Ocidental - passa em East London                                          |
| Oceano Índico           |                                                                                |
| Austrália               | Austrália Ocidental                                                            |
| Oceano Índico           | Grande Baía Australiana                                                        |
| Austrália               | Austrália do Sul                                                               |
| Golfo de Spencer        |                                                                                |
| Austrália               | Austrália do Sul Nova Gales do Sul                                             |
| Oceano Pacífico         |                                                                                |
| Chile                   | Valparaíso - passa em Viña del Mar Região Metropolitana de Santiago Valparaíso |
| Argentina               | Mendoza San Luis Córdoba Santa Fe Entre Ríos                                   |
| Uruguai                 |                                                                                |
| Brasil                  | Rio Grande do Sul                                                              |
| Oceano Atlântico        |                                                                                |